# デザクセ
デザクセエンジン（英: Desaxe engine, désaxé engine）は、個々のシリンダーの厳密な中心（ボア軸）がクランクシャフトの中心線からわずかにずらして置かれているエンジンである。"Désaxé" はフランス語で「不釣り合いの」を意味する。デザクセエンジンは大抵自動車用であるが、この用語は蒸気機関にも適用できる。

スクデリ・スプリットサイクル・エンジンのアニメーション。

もし中心からのずれ（オフセット）が回転の方向にあるならば、「燃焼・膨張」行程（ストローク）中にクランクシャフトに加えられるてこの作用を増大し、シリンダー壁に対して無駄に加わる押す力を低減させる効果がある。
従来型の4ストローク機関では、それぞれの行程（吸入、圧縮、燃焼・膨張、排気）が180°の定格回転を含み、完全な4ストローク燃焼サイクルについて総計720°の回転を含む。デザクセエンジンは2つの下向き行程（吸入および燃焼・膨張）に回転角を加え、2つの上向き行程（圧縮および排気）から同じ角度を引き、4サイクルを合わせると720°のままとなる。典型的なデザクセエンジンは185° - 175° - 185° - 175°の行程を有する。角度の差は行程長に対するオフセット距離の割合におおよそ比例する（正比例ではない）。
行程長に対するオフセット距離の相対的比率は非常に小さなものからほぼ20%（すなわち80mmの行程に対して20mmのシリンダーオフセット）に達することまである。
このデザクセ原理を初期に採用した1人がヘンリー・フォードであった。フォードは1930年代にフォード・フラットヘッドV8エンジンにデザクセオフセットを実装し、1940年代にさらに大きなオフセットを採用した。
デザクセエンジンの使用は現在より一般的となってきている。フォルクスワーゲンのVR6およびVR5エンジンはオフセット12mmのデザクセシリンダーを有する。フロントバンクのシリンダーはクランクの前方にオフセットしているのに対して、リアは後方にオフセットしている。トヨタ・プリウスは13mmオフセットしたデザクセシリンダーボアを有する。ヤマハ・MT-09オートバイはデザクセピストンを持つ初のヤマハ二輪車である。フォードはオフセットクランクシャフトを有するDragonシリーズと呼ばれるエンジンを開発している。
DKWやプフによって使われた全てのシングルクランク・スプリット・シングルエンジンは不可避的に高度にオフセットしたシリンダーを有していた。
スクデリエンジン（上記のアニメーション）は高度にオフセットしたシリンダーを有する。圧縮器（青）は燃焼・膨張シリンダー（黄）よりも大きくオフセットしている。利点は下向きの燃焼・膨張行程中にコンロッドを介したピストンからクランクへのより良い推力線が得られることであるが、振動とボア壁が押されるといった欠点を持つ。